# Vektormodulation
Durch Vektormodulation kann auf einem vorhandenen Träger begrenzter Bandbreite gegenüber herkömmlichen Modulationsverfahren ein erweiterter Informationsumfang übertragen werden. Ebenso ist der Begriff Vektormodulation in der Antriebstechnik gebräuchlich. Hier handelt es sich jedoch nicht um eine Informationsübertragung, sondern um eine Modulierung des Raumvektors im Rahmen einer Vektorregelung zur Erzielung von möglichst idealen Eigenschaften bei Elektromotoren.

## Vektormodulation in der Nachrichtentechnik
Bekannte analoge Modulationsverfahren aus der herkömmlichen Farbfernsehtechnik basieren auf der Vektormodulation. Hierzu gehören PAL und NTSC. Hier wird die Farbinformation als Differenz zum Helligkeitssignal aufmoduliert, bzw. später wieder zurückgewonnen. Zur Darstellung der Farbinformation in analogen Bildmodulationsverfahren gibt es mit dem Vektorskop ein darauf spezialisiertes Messgerät.
Wegen der ökonomischen Nutzung der begrenzten Ressource Bandbreite im Funkbereich bildet die Vektormodulation die Grundlage vieler digitaler Modulationsverfahren, die neben dem Digitalfernsehen in der sonstigen Daten- und Nachrichtentechnik zunehmende Verwendung finden. Die bekanntesten digitalen Vektormodulationen sind Quadraturphasenumtastung (QPSK), Amplituden-Phasenumtastung (APSK), Quadraturamplitudenmodulation (QAM), Discrete Multitone (DMT) bzw. Orthogonal Frequency Division Multiplex (OFDM) (beide Multiplex auf mehreren Trägern). Messgeräte zur Analyse der digitalen Modulationsverfahren werden als Vektoranalyser bezeichnet.

## Vektormodulation in der Antriebstechnik
In der Antriebstechnik werden Drehfeldmaschinen teilweise mithilfe der Vektorregelung geregelt. Da die Ausgangsgröße des Regelalgorithmus als Raumzeiger vorliegt, bietet es sich an, die Drehfeldmaschine durch Raumzeigermodulation anzusteuern.
Darüber hinaus existieren bei verschiedenen Firmen weitere proprietäre Bezeichnungen. So wurde die Vektormodulation bei der Fa. Siemens unter der Bezeichnung Transvektorregelung ab ca. 1970 erforscht. Die aktive Vermarktung durch Siemens findet unter anderem bei der Luftspaltregelung des Transrapid-Linearmotors statt.